# Mariusz Jop
Mariusz Jop (Ostrowiec Świętokrzyski, 1978. augusztus 3. –) lengyel válogatott labdarúgó.

## Pályafutása

### Klubcsapatokban
Pályafutását 1995-ben kezdte szülővárosában, a Ostrowiec Świętokrzyskiben kezdte. 1999-ben Wisła Krakówba igazolt, de 2001 januárja és decembere között kölcsönadták a Widzew Łódźnak. Aztán visszatért Krakkóba és alapjátékos lett. Összességében három lengyel bajnoki és két kupagyőzelmet aratott a krakkói csapattal. A 2004–05-ös szezon kezdetével Jop az orosz első osztályba igazolt az FK Moszkvához. Hat szezon alatt 83 meccsen négy gólt szerzett. A 2009–10-es szezonra visszakerült korábbi klubjához, a Wisła Krakówhoz. 2010 júniusában bejelentették, hogy az újonnan feljutott és lengyel rekordbajnok Górnik Zabrzéhez távozott. A Górnik színeiben összesen 23-szor lépett pályára az Ekstraklasában és 2 kupameccsen is játszott, mielőtt 2011. november 18-án bejelentette, hogy befejezte a pályafutását. 2012 nyara óta Jop újra futballozik, de csak a Wisła Kraków „öregfiúk” csapatában.

### A válogatottban
A lengyel válogatottban 2003. április 30-án mutatkozott be Belgium ellen. Összességében 27 mérkőzést játszott, és szerepelt a 2006-os labdarúgó-világbajnokságon és a 2008-as labdarúgó-Európa-bajnokságon.

## Statisztika

### Klubcsapatokban
| Klub                     | Szezon                  | Bajnokság               | Bajnokság | Bajnokság | Kupa     | Kupa | Európa   | Európa | Összesen | Összesen |
| Klub                     | Szezon                  | Bajnokság               | Fellépés  | Gól       | Fellépés | Gól  | Fellépés | Gól    | Fellépés | Gól      |
| ------------------------ | ----------------------- | ----------------------- | --------- | --------- | -------- | ---- | -------- | ------ | -------- | -------- |
| Ostrowiec Świętokrzyski  | 1995–1996               | I Liga                  | 7         | 0         | –        | –    | –        | –      | 7        | 0        |
| Ostrowiec Świętokrzyski  | 1996–1997               | I Liga                  | 16        | 0         |          |      | –        | –      | 16       | 0        |
| Ostrowiec Świętokrzyski  | 1997–1998               | Ekstraklasa             | 31        | 1         | 1        |      | –        | –      | 32       | 1        |
| Ostrowiec Świętokrzyski  | 1998–1999               | I Liga                  | 24        | 2         | 1        | 0    | –        | –      | 25       | 2        |
| Wisła Kraków             | 1999–2000               | Ekstraklasa             | 13        | 2         | 8        | 1    | –        | –      | 21       | 3        |
| Wisła Kraków             | 2000–2001               | Ekstraklasa             | 1         | 0         | 0        | 0    | 0        | 0      | 1        | 0        |
| Widzew Łódź (kölcsönben) | 2000–2001               | Ekstraklasa             | 15        | 0         | –        | –    | –        | –      | 15       | 0        |
| Widzew Łódź (kölcsönben) | 2001–2002               | Ekstraklasa             | 11        | 2         | 1        | 0    | –        | –      | 12       | 2        |
| Wisła Kraków             | 2001–2002               | Ekstraklasa             | 7         | 0         | 8        | 1    | –        | –      | 15       | 1        |
| Wisła Kraków             | 2002–2003               | Ekstraklasa             | 23        | 2         | 8        | 2    | 10       | 0      | 41       | 4        |
| Wisła Kraków             | 2003–2004               | Ekstraklasa             | 16        | 2         | 1        | 0    | 7        | 0      | 24       | 2        |
| FK Moszkva               | 2004                    | Premjer Liga            | 15        | 3         | 1        | 0    | –        | –      | 16       | 3        |
| FK Moszkva               | 2005                    | Premjer Liga            | 27        | 1         | 2        | 0    | –        | –      | 29       | 1        |
| FK Moszkva               | 2006                    | Premjer Liga            | 9         | 0         | 2        | 0    | 1        | 0      | 12       | 0        |
| FK Moszkva               | 2007                    | Premjer Liga            | 9         | 0         | 3        | 0    | –        | –      | 12       | 0        |
| FK Moszkva               | 2008                    | Premjer Liga            | 23        | 0         | 2        | 0    | 3        | 0      | 28       | 0        |
| FK Moszkva               | 2009                    | Premjer Liga            | 3         | 0         | 0        | 0    | –        | –      | 3        | 0        |
| Wisła Kraków             | 2009–2010               | Ekstraklasa             | 12        | 0         | 2        | 0    | 1        | 0      | 15       | 0        |
| Górnik Zabrze            | 2010–2011               | Ekstraklasa             | 23        | 0         | 2        | 0    | –        | –      | 25       | 0        |
| Összesen                 | Ostrowiec Świętokrzyski | Ostrowiec Świętokrzyski | 78        | 3         | 2        | 0    | –        | –      | 80       | 3        |
| Összesen                 | Widzew Łódź             | Widzew Łódź             | 26        | 2         | 1        | 0    | –        | –      | 27       | 2        |
| Összesen                 | FK Moszkva              | FK Moszkva              | 86        | 4         | 10       | 0    | 4        | 0      | 100      | 4        |
| Összesen                 | Wisła Kraków            | Wisła Kraków            | 72        | 6         | 27       | 4    | 18       | 0      | 117      | 10       |

### A válogatottban
| 2003     | 2  | 0 |
| 2005     | 6  | 0 |
| 2006     | 7  | 0 |
| 2007     | 6  | 0 |
| 2008     | 6  | 0 |
| Összesen | 27 | 0 |

## Sikerei, díjai
Wisła Kraków
- Lengyel bajnok (3): 2000–01, 2002–03, 2003–04
- Lengyel kupagyőztes (2): 2001–02, 2002–03

## Fordítás
- Ez a szócikk részben vagy egészben  a   Mariusz Jop című angol Wikipédia-szócikk ezen változatának fordításán alapul.  Az eredeti cikk szerkesztőit annak laptörténete sorolja fel. Ez a jelzés csupán a megfogalmazás eredetét és a szerzői jogokat jelzi, nem szolgál a cikkben szereplő információk forrásmegjelöléseként.